# Decamerón
El Decamerón (Decameron o Decamerone, en italiano), subtitulado Príncipe Galeoto (Prencipe Galeotto en italiano antiguo), es un libro constituido por cien cuentos, algunos de ellos novelas cortas, escritos por Giovanni Boccaccio entre 1351 y 1353. Desarrolla tres temas principales: el amor, la inteligencia humana y la fortuna. Los diversos cuentos de amor en el Decamerón van de lo erótico a lo trágico. Son relatos de ingenio, bromas y lecciones vitales.
Para engarzar las cien historias, el libro está construido como una narración enmarcada. La obra comienza con una descripción de la peste bubónica (la epidemia de peste negra que golpeó a Florencia y otras ciudades europeas en 1348), lo que da motivo a que un grupo de diez jóvenes (siete mujeres y tres hombres) que huyen de la plaga se refugien en una villa en las afueras de Florencia. Probablemente, Boccaccio concibió el Decamerón después de la epidemia de 1348, y lo terminó en 1353.
Además de su valor literario y amplia influencia (por ejemplo en Los cuentos de Canterbury de Chaucer), documenta la vida de la época. Escrita en el vernáculo dialecto florentino, está considerada una obra maestra de la prosa temprana en italiano.

## Título
El título principal del libro ejemplifica el cariño de Boccaccio por la filología griega: Decamerón combina dos palabras griegas, δέκα, déka ("diez") y ἡμέρα, hēméra ("día"), para formar un término que significa "[acontecimiento] de diez días". Diez días es el tiempo en el que los personajes de la narrativa que enmarca relatan sus cuentos.
El título es una referencia al Hexamerón (los "seis días" de la Creación) de San Ambrosio, una reformulación en verso del relato bíblico del Génesis. La intención de Boccaccio es construir una analogía entre su propia obra y la de San Ambrosio: como el santo narra la creación del mundo y de la humanidad, de la misma manera el Decamerón narra la recreación de la humanidad, que se produce mediante los diez protagonistas y sus cuentos, tras la desolación que la peste ha producido en Florencia en el año 1348.
El subtítulo de Boccaccio, Prencipe Galeotto (Príncipe Galeotto o Galehaut), se refiere a Galeotto, un rey ficticio retratado en el Lanzarote-Grial a quien a veces se le denomina por el título de haut prince ("alto príncipe"). Galeotto fue amigo íntimo de Lanzarote del Lago y un enemigo del rey Arturo. Cuando Galeotto supo que Lanzarote amaba a la reina Ginebra, esposa de Arturo, organizó un encuentro entre su amigo y Ginebra. En este encuentro la reina primero besa a Lanzarote, y así comienza su affair.
En el Canto V del Infierno, Dante compara a estos dos amantes ficticios con los enamorados de la vida real Francesca de Rímini y Paolo Malatesta, cuya relación él dramatiza. En el Infierno, Francesca y Paolo leen sobre Lanzarote y Ginebra, y la historia los apasiona hasta el punto de ponerse a hacer el amor. 
La descripción de Dante de la munificencia de Galeotto y su benevolencia en medio de la intriga impresionó a Boccaccio. Al invocar el nombre Prencipe Galeotto en el título alternativo a Decamerón, Boccaccio alude a un sentimiento que expresa en el texto: su compasión por las mujeres privadas de libertad a la hora de hablar, y también social, confinadas en sus casas y, a veces, sufriendo mal de amores. Contrasta su vida con la de los hombres, que disfrutan de entretenimientos como la caza, la pesca, cabalgar y la cetrería.

## Argumento

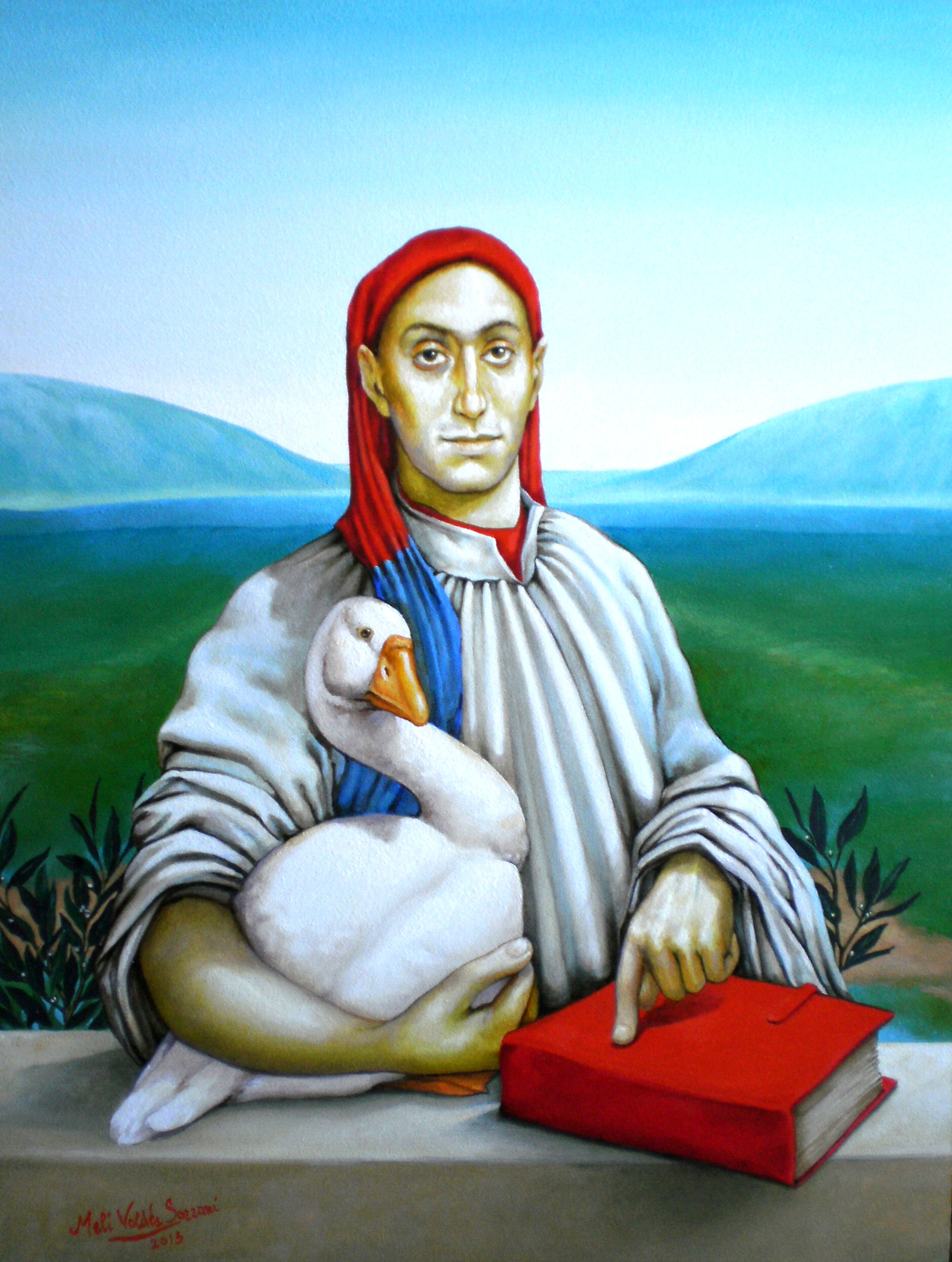
IV Jornada, "Apologo delle Papere", por Meli Valdés Sozzani.

### Narración enmarcada
El Decamerón empieza con un breve proemio, preámbulo en el que el autor habla en nombre propio. Por cuestiones de amor decide consagrar un poco de su tiempo a los placeres de un público lector principalmente femenino.
La primera jornada viene precedida de una descripción de la peste y del relato de cómo se produjo el encuentro fortuito de los narradores de estas historias. El Decamerón contiene así una descripción de los efectos físicos, psicológicos y sociales que la peste bubónica ejerció en esa parte de Europa.

¡Cuántos valerosos hombres, cuántas hermosas mujeres, cuántos jóvenes gallardos a quienes no otros que Galeno, Hipócrates o Esculapio hubiesen juzgado sanísimos, desayunaron con sus parientes, compañeros y amigos, y llegada la tarde cenaron con sus antepasados en el otro mundo!

Mientras Florencia sufre la muerte, siete jóvenes (amigas, parientes o vecinas) de la alta sociedad florentina se encuentran por azar un martes por la mañana reunidas en la desierta iglesia de Santa María Novella. Después de la misa, se ponen a charlar.
Evocando la situación sanitaria, Pampinea lanza la idea de retirarse de Florencia y marchar a una villa abandonada en el campo de Fiesole durante dos semanas. Todas aprueban la idea, aunque Filomena advierte del peligro de dejar la sociedad sin ningún hombre que las rija. Y la joven Elisa la apoya:

En verdad los hombres son cabeza de la mujer y sin su dirección raras veces llega alguna de nuestras obras a un fin loable: pero ¿cómo podemos encontrar esos hombres? Todas sabemos que de los nuestros están la mayoría muertos, y los otros que viven se han quedado uno aquí otro allá en distinta compañía, sin que sepamos dónde, huyéndole a aquello de que nosotras queremos huir, y el admitir a extraños no sería conveniente; por lo que, si queremos correr tras la salud, nos conviene encontrar el modo de organizarnos de tal manera que de aquello en lo que queremos encontrar deleite y reposo no se siga disgusto y escándalo. Boccaccio
Decamerón, Primera jornada.

Entran entonces en la iglesia tres jóvenes, "que no lo eran tanto que no fuese de menos de veinticinco años la edad del más joven": Pánfilo, Filostrato y Dioneo. Introducen a los jóvenes en su proyecto. Pasado el primer instante de sorpresa, aceptan acompañarlas, como voluntarios y porque uno de ellos ama a Neifila, según precisa Boccaccio. Pampinea es designada reina de la jornada y organiza la partida. 
Al día siguiente, miércoles, abandonan Florencia y se refugian en una campiña idílica a unas dos millas. Boccaccio describe el lugar como un paraíso terrenal: 

Estaba tal lugar sobre una pequeña montaña, por todas partes alejado algo de nuestros caminos, [...]; en su cima había una villa con un grande y hermoso patio [...], con pradecillos en torno y con jardines maravillosos y con pozos de agua fresquísima.

La Naturaleza es omnipresente en la descripción y ocupa un lugar central para los personajes. En otros momentos del relato menciona pájaros cantores, hierbas húmedas de rocío, una guirnalda de laurel y un delicioso jardín.
Para pasar las tardes, cada miembro del grupo narra una historia cada noche, excepto un día a la semana, que hay que dedicarla a hacer labores, y los días sagrados en los que no se trabaja en absoluto, lo que da lugar a diez noches de narración a lo largo de dos semanas. De esta manera, al terminar la quincena, han contado cien cuentos. Aunque, en realidad, la obra comprende un total de 101 cuentos, pues en la introducción a la cuarta jornada, Boccaccio introduce otra historia.

### Personajes

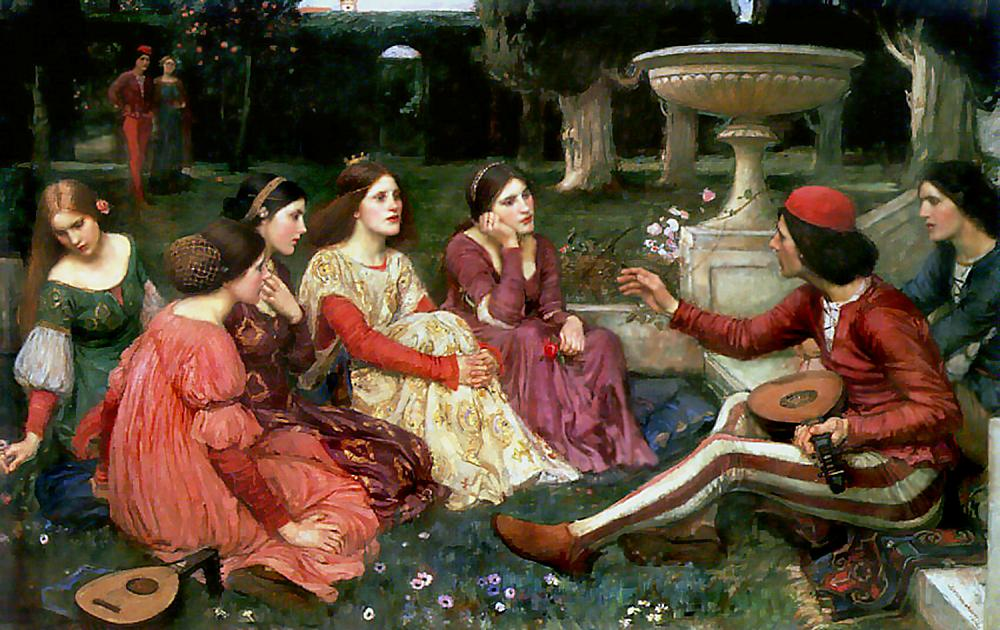
A Tale from Decameron, por John William Waterhouse, 1916. Lady Lever Art Gallery, Liverpool.

Boccaccio indica que los nombres que dio a estos diez personajes son de hecho seudónimos «elegidos apropiadamente de acuerdo a las cualidades de cada uno». Los nombres italianos de las siete mujeres, en el mismo orden significativo según el texto original son: Pampinea, Fiammetta, Filomena, Emilia, Laureta, Neifile y Elissa. Los nombres de los varones son: Pánfilo, Filostrato y Dioneo.

... les daré un nombre apropiado, en todo o en parte, a su carácter y a sus cualidades.

Sus nombres son:
- Pampinea ("la exuberante"), reina de la primera jornada. Es la mayor de la brigada, con veintisiete años. Toma siempre la iniciativa.
- Filomena ("amante del canto" o quizá "aquella que es amada"), reina de la segunda jornada, es optimista y vital.
- Neifile ("nueva amante"), reina de la tercera jornada. Destaca por su belleza.
- Filostrato ("vencido por el amor"), rey en la cuarta jornada. Es un joven profundamente melancólico.
- Fiammetta (la dama amada por Boccaccio), reina de la quinta jornada. Hay quien ve en ella el retrato de una mujer real, María de Aquino. Inteligente, bella y decidida, según algunos estudiosos, es una figura que se repite en Boccaccio y que equivaldría a la Beatriz de Dante o la Laura de Petrarca.
- Elisa (otro nombre de Dido, reina de Cartago en la Eneida de Virgilio), reina en la jornada sexta. Docta y prudente, de una dignidad no exenta de aristocracia, considera que la mujer necesita estar bajo el mando de un hombre para obrar correctamente.
- Dioneo ("lujurioso", de Dione, madre de Venus, spurcissimus dyoneus se definía Boccaccio a sí mismo en una carta juvenil), rey de la jornada séptima. Muchos autores han argüido que Dioneo expresa las opiniones del propio Boccaccio.[11] Resulta ser un personaje muy transgresor. No se adapta al tema de cada jornada, sino que explica una historia libremente, sin relación con los relatos de los otros.
- Lauretta, reina de la jornada octava. Es paradigma de la justicia y la sumisión femenina al hombre.
- Emilia, reina la novena jornada, es muy narcisista. Da señales de un cierto egocentrismo y tiene una peculiar relación con Dioneo, tan solo insinuada por el autor.
- Pánfilo, el último rey. Su nombre en griego significa "el que lo ama todo" y efectivamente, da señales de un gran "amor por el amor", de un cierto apasionamiento. Sus historias acostumbran a tener un marcado mensaje y se prestan a múltiples interpretaciones.

Siguiendo una interpretación alegórica influida por la numerología medieval, las siete jóvenes representarían las cuatro Virtudes cardinales y las tres Virtudes teológicas (Prudencia, Justicia, Templanza y Fortaleza; Fe, Esperanza y Caridad). Los tres jóvenes representarían, por su parte, la división tripartita griega tradicional del alma (Razón, Apetito Irascible y Apetito Concupiscible). 
Los personajes principales se caracterizan normalmente a través de sus diálogos y las acciones que ejecutan, de manera que para cuando la historia termina parecen verdaderos, y sus acciones lógicas dado el contexto.

### Temas de las jornadas

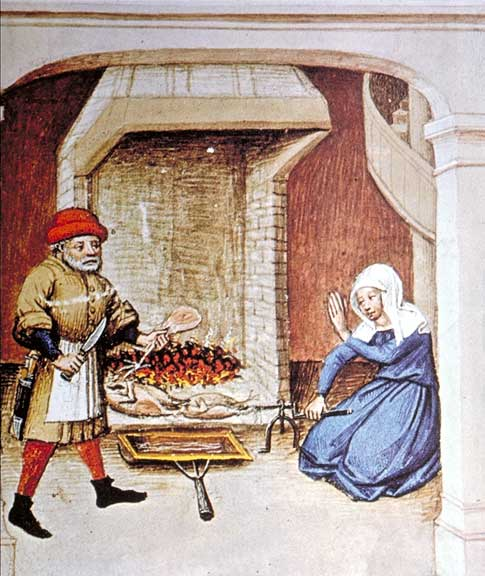
Ilustración de una edición flamenca de 1432

Cada uno de los diez personajes es nombrado Rey o Reina del día. Este cargo implica elegir el tema de las historias de ese día, y todos los días salvo dos tienen un tema: 
- Jornada primera: Cada cual habla de lo que más le agrada.
- Jornada segunda: Se habla de aquellas personas que, abrumadas por diversos infortunios, consiguen llegar a dichoso término.
- Jornada tercera: dedicada a quienes con gracia e inteligencia lograron alguna cosa largamente deseada, o recobraron lo que habían perdido.
- Jornada cuarta: historias de amor con final desgraciado.
- Jornada quinta: historias de amor con final feliz.
- Jornada sexta: sobre aquellos que se defendieron con alguna respuesta aguda, evitaron daños y afrentas e hicieron callar a los necios.
- Jornada séptima: burlas que por amor o por miedo, hacen las mujeres a sus maridos, con o sin el conocimiento de ellos.
- Jornada octava: burlas que con frecuencia se hacen hombres y mujeres entre sí.
- Jornada novena: tema libre.
- Jornada décima: grandes hazañas.

Solo Dioneo, que normalmente cuenta el último cuento cada día, tiene el derecho a relatar una historia sobre cualquier tema que quiera, debido a su ingenio.
Cada día incluye también una corta introducción y una conclusión que continúa el marco de los cuentos describiendo otras actividades diarias además del contar cuentos. Estos interludios a menudo incluyen transcripciones de canciones folclóricas italianas. Las interacciones entre cuentos en un día, o a lo largo de los días, como Boccaccio desarrolla variaciones e inversiones de material precedente, forma un todo y no solo una colección de historias. Argumentos básicos de las historias incluyen burlas a la lujuria y la avaricia de los clérigos; tensiones en la sociedad italiana entre la nueva y rica clase comercial y las familias nobles; y los peligros y las aventuras de los mercaderes al viajar.

### Estructura gótica
El especialista en literatura medieval Vittore Branca, en su obra Boccaccio y su época, considera que el Decamerón tiene una estructura gótica. Según ésta, los cuentos se emplazan bajo una dinámica ascendente donde San Chiappelletto (Jornada I) condensa los vicios y Griselda (Jornada X), la máxima pureza. Se pondría en evidencia así al estilo arquitectónico gótico, una imagen de depuración a medida que avanza la obra. También Branca se refiere al carácter bifronte del Decamerón destacando lo cómico versus lo trágico, lo vulgar en oposición a lo cortés y lo vicioso-heroico del texto. También esta especie de dualidad es evidente en los personajes citados (Ciappelletto-Griselda), los cuales podrían interpretarse bajo la antítesis Judas-María.

## Temas y características
Los temas son casi siempre eróticos, a tono con la mentalidad burguesa que empezaba a fraguarse en Florencia: la inteligencia humana, la fortuna y el amor. Cada día también incluye una breve introducción y una conclusión, que describen otras actividades diarias del grupo, además del relato de historias. Estos interludios del cuento incluyen con frecuencia las transcripciones de canciones populares italianas en verso.
Se puede considerar el Decamerón como obra precursora del Renacimiento por la concepción profana del hombre, la ausencia de rasgos fantásticos o míticos y la burla de los ideales medievales, lo que dota a la obra de un carácter claramente antropocéntrico y humanista. Los jóvenes que llevan adelante las diez jornadas instauran la idea del carpe diem en contraposición al tópico literario del ubi sunt. Puede apreciarse una paulatina desmitificación de la idea de la tierra como simple tránsito hacia la vida eterna. 

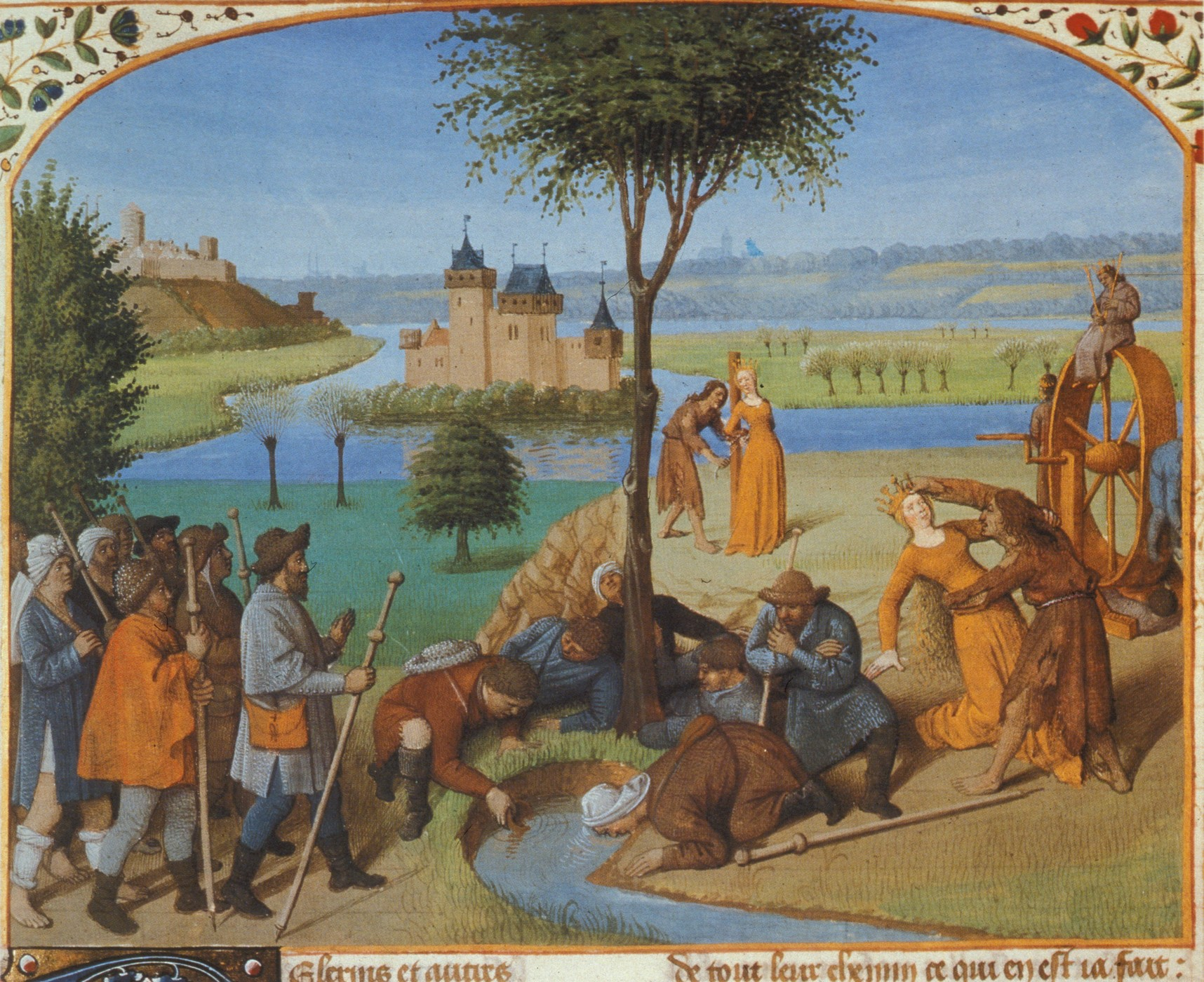
Ilustración de Jean Fouquet.

Cada historia pone en escena personajes tomados de la realidad contemporánea (comerciantes, notarios, banqueros, artesanos, gentes del pueblo, campesinos instalados en la ciudad, etcétera, pero también hay reyes, caballeros y personajes históricos) en medio de registros variados (cómico, patético, trágico, heroico, grotesco y picaresco). Boccaccio se concentra en el ser humano, su comportamiento y sus capacidades, las que le permiten adaptarse a la variable fortuna de la vida y superar los obstáculos. La mayor parte de los personajes hacen poco caso de los valores morales de la Iglesia, prefiriendo su buen sentido y la iniciativa personal para salir de situaciones difíciles. Son seres comunes, defectuosos y desprovistos de cualquier valor noble, caballeresco o cortés, propio de una sociedad feudal; por el contrario, destacan los ladrones, embusteros y adúlteros, y se enaltece su astucia, que les permite salir airosos de las situaciones descritas, a diferencia de la antigua concepción medieval, donde el protagonista o héroe de la historia poseía facultades inherentes a su ser, como la belleza o la fuerza, y asociadas siempre a la nobleza y la divinidad. Finalmente, el fuerte sentido anticlerical de las historias de Boccaccio le aleja de la concepción teocéntrica medieval. Con ello reflejaba la nueva sociedad burguesa de la época, donde los valores prácticos se imponían por encima del orden antiguo, caballeresco y aristocrático. El comportamiento de los diez cuentacuentos, con elegancia y cortesía fundadas en la dignidad, el buen gusto y el respeto, da ocasión al autor para trazar un esquema ideal de vida.
Se puede considerar que en estos relatos, considerados como las primeras novelas de la literatura europea, se asiste al surgimiento de una nueva clase social: una burguesía comerciante e ilustrada. 
En esta obra el dios del amor, Eros, rige el mundo. Los cuentos tratan principalmente del tema del amor, tanto cortés como vulgar. Los dos sexos, tanto el varón como la mujer, son criaturas destinadas al amor, que se entiende de una manera definidamente sensual y que, por consiguiente, debe ser experimentado corporalmente. 
El Decamerón se escribió cuando la Edad Media llegaba a su fin. Así, mientras la peste arrasaba, provocando estragos alrededor, en el jardín de este libro florece todo un mundo de historias vitales y de sobrecargada sensualidad.

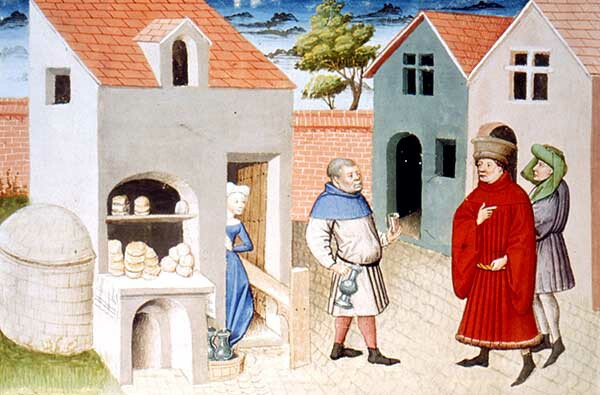
Ilustración de una edición flamenca, 1432. París, Biblioteca Nacional.

Todas las historias eróticas de Boccaccio se corresponden con la imagen medieval de la mujer, proclive a caer en las tentaciones de la carne. Se la considera como a una hija de la seductora Eva, muy difícil de saciar. Se repite la idea de que si el marido no satisface a la mujer, ésta se procurará el placer por otros caminos.
La mayor parte del tiempo, Boccaccio aprovecha para asumir la defensa de la mujer. Muestra que su mejor defensa es la palabra, que ellas saben explotar correctamente. Aquí, la cuestión de su lugar es crucial. En efecto, la mayor parte de los relatos presentan en escena el mundo femenino. Sin embargo, Boccaccio puede mostrar una visión despectiva; algunos cuentos son verdaderamente críticos con su actitud. Por ejemplo, el séptimo cuento de la octava jornada narra la venganza de un escolar en una viuda que le ha jugado una mala pasada. El colegial aprovecha para hacer una larga revisión del comportamiento de ciertas mujeres.
El Decamerón pasa de modo decidido de la nouvelle al libro extenso escrito en lengua italiana. De hecho es la primera obra en prosa escrita en este idioma romance.

## Censura
La Iglesia católica, a través de la Inquisición, incluyó este libro entre los prohibidos. El Índice de libros prohibidos fue instituido por el papa Paulo IV en el año 1559. El Decamerón apareció en el Índice bajo la letra B, aludiendo a sus «errores intolerables».
En el año 1573 la Inquisición encargó a expertos florentinos, los Deputati, la tarea de revisar el texto florentino. No se sabe con seguridad quiénes fueron los censores, ni su número, pero probablemente fueron tres o cuatro. Entre los miembros del grupo destacaría Vincenzo Borghini, reconocido como el verdadero promotor de la censura del Decamerón.
El 2 de mayo de 1572 volvió a Florencia la copia oficial autorizada por los inquisidores de Roma para poder imprimirse, pero solo el 17 de agosto de 1573 fue impreso el texto. Al año siguiente, el texto de la obra reducida fue acompañado por unos comentarios, Le Annotazioni di discorsi sopra alcuni luoghi del Decameron, con consideraciones lingüísticas y filológicas que buscaban justificar los cambios. El Decamerón de los Deputati se encontró poco después prohibido por la misma Inquisición y solo tuvo una edición.
El Decamerón conoció en 1582 otra edición a cargo de Leonardo Salviati. Parece que fue el mismo Salviati quien, a través de su protector Jacopo Buoncompagni, empujó a la curia romana a pedir una nueva censura del Decamerón.
En realidad el Decamerón de Salviati, más que una verdadera y propia edición fundada en los resultados de las investigaciones originales, parece una corrección de la edición precedente. Mientras que los Deputati de Borghini se limitaron a cortar, Salviati modificó, o dicho con más precisión, que mientras los primeros intervinieron en el texto, el segundo censuró también la lectura, recurriendo a glosas marginales para desarrollar abiertamente una función de mediación entre el texto y el lector, para dar una interpretación unívoca.

## Fuentes literarias

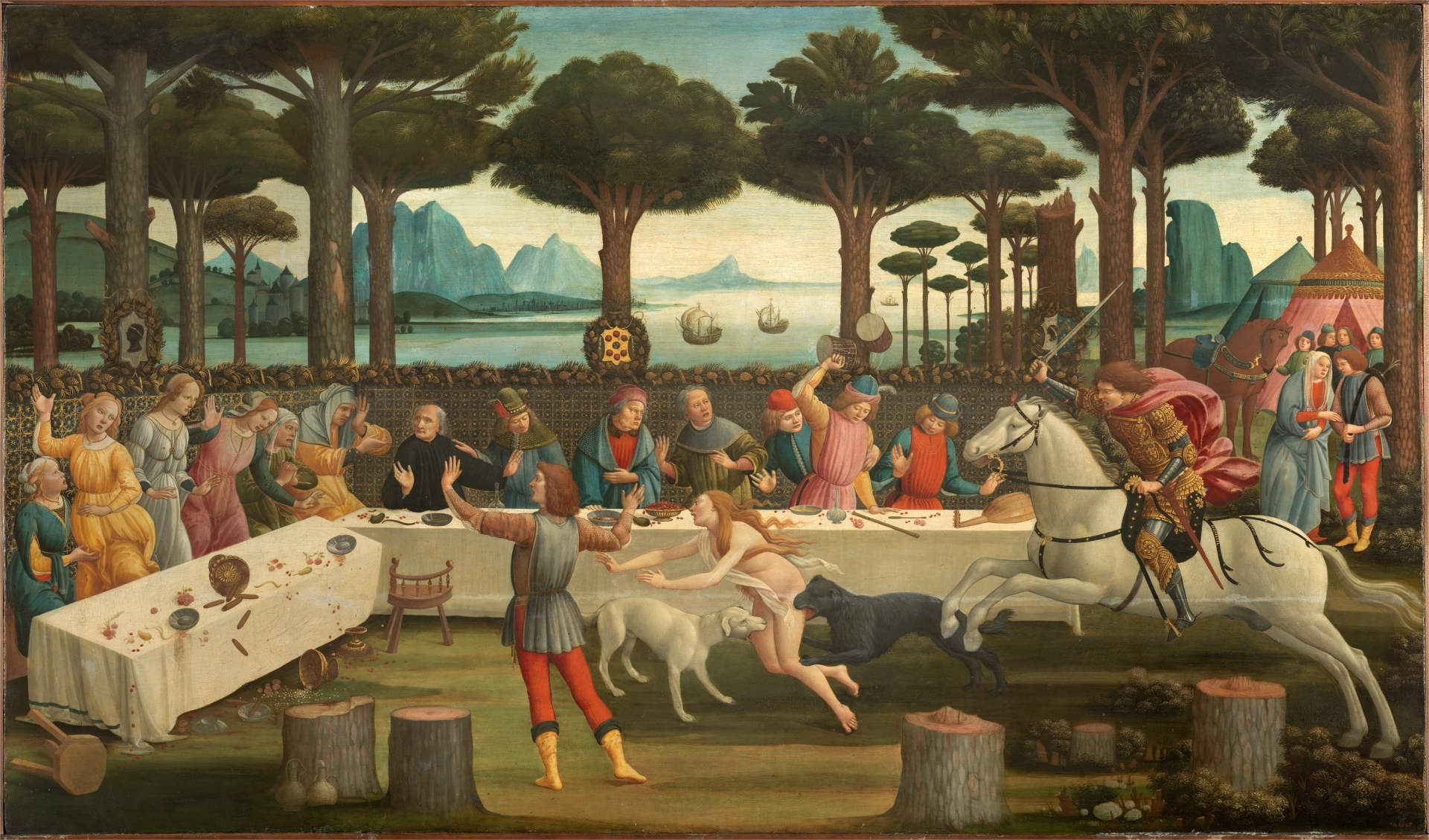
El banquete en el pinar (1482/3) es la tercera pintura en la serie de Sandro Botticelli La historia de Nastagio degli Onesti, que ilustra acontecimientos de la octava historia del quinto día.

### En música

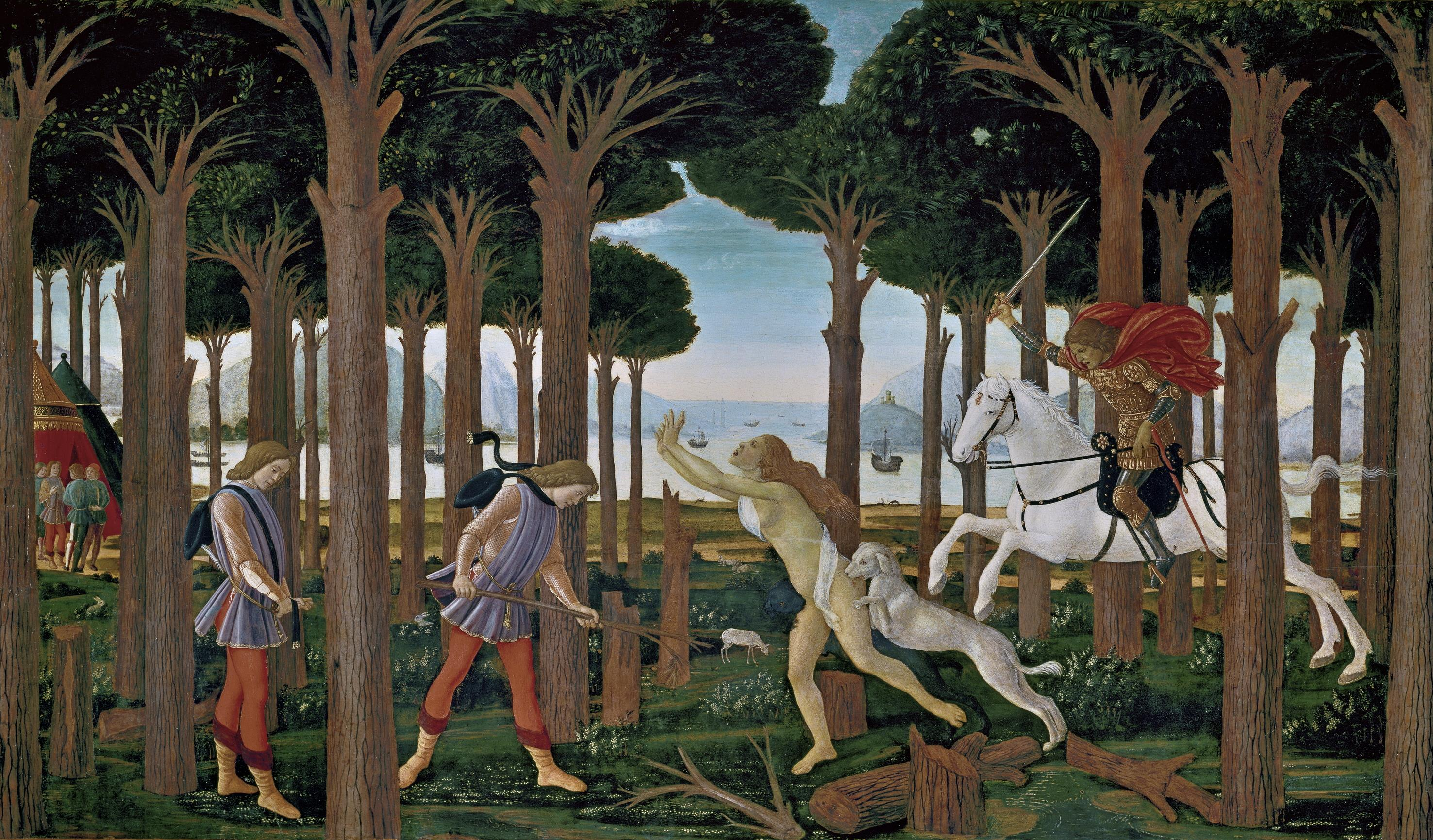
Botticelli pintó una serie de cuatro cuadros sobre la historia de Nastagio degli Onesti. He aquí el primero (1487, Museo del Prado).